# Simone Weiler
Simone Weiler (nacida Simone Karn, Espira, 16 de diciembre de 1978) es una deportista alemana que compitió en natación, especialista en el estilo braza.
Ganó una medalla de oro en el Campeonato Europeo de Natación de 2002 y tres medallas de bronce en el Campeonato Europeo de Natación en Piscina Corta entre los años 2003 y 2005.

## Palmarés internacional
| Campeonato Europeo                  | Campeonato Europeo | Campeonato Europeo | Campeonato Europeo |
| Año                                 | Lugar              | Medalla            | Prueba             |
| ----------------------------------- | ------------------ | ------------------ | ------------------ |
| 2002                                | Berlín (Alemania)  | Medalla de oro     | 4 × 100 m estilos  |
| Campeonato Europeo en Piscina Corta |                    |                    |                    |
| Año                                 | Lugar              | Medalla            | Prueba             |
| 2003                                | Dublín (Irlanda)   | Medalla de bronce  | 200 m braza        |
| 2004                                | Viena (Austria)    | Medalla de bronce  | 100 m braza        |
| 2005                                | Trieste (Italia)   | Medalla de bronce  | 100 m braza        |